# Черокупо (Салерно)
Черокупо је насеље у Италији у округу Салерно, региону Кампанија.
Према процени из 2011. у насељу је живело 234 становника. Насеље се налази на надморској висини од 65 м.